# Park Si-hoo
Park Si-hoo (박시후; sinh ngày 3 tháng 4 năm 1978) tên thật là Park Pyeong-ho, là một diễn viên/người mẫu của Kbiz.
Anh bắt đầu sự nghiệp giải trí của mình với vai trò là người mẫu nội y và diễn viên sân khấu, sau đó xuất hiện lần đầu tiên trên truyền hình vào năm 2005. Sau nhiều năm đóng vai phụ, năm 2010 Park Si-hoo trở nên nổi tiếng với sự thành công của loạt phim hài tình cảm Queen of Reversals và Prosecutor Princess. Tiếp sau đó, anh đảm nhận vai chính trong bộ phim cổ trang Nam nhân của công chúa  (2011) và phim kinh dị Confession of Murder (2012).

## Tác phẩm đã tham gia

### Truyền hình
| Năm  | Tên                                             | Vai diễn                   | Network |
| ---- | ----------------------------------------------- | -------------------------- | ------- |
| 1994 | My Son's Woman                                  |                            | MBC     |
| 1996 | Sibling Relations                               |                            | MBC     |
| 1999 | Sister's Mirror                                 |                            | KBS1    |
| 2002 | Sunlight Upon Me                                | Lee Seok-hoon              | MBC     |
| 2005 | Delightful Girl Choon-Hyang                     | Bạn trai của Hong Chae-rin | KBS2    |
| 2005 | Let's Get Married                               | Kang Jae-ho                | MBC     |
| 2006 | Which Star Are You From?                        | Han Jeong-hoon             | MBC     |
| 2007 | How to Meet a Perfect Neighbor                  | Yoo Joon-seok              | SBS     |
| 2008 | Iljimae                                         | Shi-hoo / Cha-dol          | SBS     |
| 2008 | Family’s Honor                                  | Lee Kang-seok              | SBS     |
| 2010 | Queen of Reversals                              | Gu Yong-shik               | MBC     |
| 2010 | Haru: An Unforgettable Day in Korea (Phim ngắn) |                            |         |
| 2010 | Prosecutor Princess                             | Seo In-woo                 | SBS     |
| 2011 | The Princess' Man - Nam nhân của công chúa      | Kim Seung-yoo              | KBS2    |
| 2012 | Cheongdam-dong Alice - Alice ở Cheongdam-dong   | Cha Seung-jo               | SBS     |
| 2016 | Neighborhood Hero                               | Baek Si-yoon               | OCN     |
| 2017 | My Golden Life - Cuộc sống thượng lưu           | Choi Do-Kyung              | KBS2    |
| 2018 | Vòng xoay vận mệnh                              | Philip Yoo                 | KBS     |

### Điện ảnh
| Năm  | Tên                  | Vai diễn      |
| ---- | -------------------- | ------------- |
| 2000 | Chunhyang            | extra         |
| 2007 | Mr. Bullet           |               |
| 2012 | Confession of Murder | Lee Doo-seok  |
| 2014 | Scent                | Kang In-joon  |
| 2015 | After Love           | Kim Sung-joon |

## Giải thưởng và đề cử
| Năm  | Giải                             | Hạng mục                                      | Nominated work                 | Kết quả   |
| ---- | -------------------------------- | --------------------------------------------- | ------------------------------ | --------- |
| 2007 | SBS Drama Awards                 | Ngôi sao mới                                  | How to Meet a Perfect Neighbor | Won       |
| 2009 | 2009 SBS Drama Awards            | Nam diễn viên chính xuất sắc                  | Family's Honor                 | Won       |
| 2010 | MBC Drama Awards                 | Nam diễn viên chính xuất sắc                  | Queen of Reversals             | Won       |
| 2010 | 2010 SBS Drama Awards            | Excellence Award, Actor in a Drama Special    | Prosecutor Princess            | Nominated |
| 2011 | Style Icon Awards                | SIA's Discovery                               | N/A                            | Won       |
| 2011 | KBS Drama Awards                 | Best Couple Award with Moon Chae-won          | The Princess' Man              | Won       |
| 2011 | KBS Drama Awards                 | Popularity Award                              | The Princess' Man              | Won       |
| 2011 | KBS Drama Awards                 | Excellence Award, Actor in a Mid-length Drama | The Princess' Man              | Nominated |
| 2011 | KBS Drama Awards                 | Top Excellence Award, Actor                   | The Princess' Man              | Won       |
| 2012 | 48thBaeksang Arts Awards         | Best Actor (TV)                               | The Princess' Man              | Nominated |
| 2012 | Seoul International Drama Awards | Outstanding Korean Actor                      | The Princess' Man              | Nominated |
| 2013 | Monte-Carlo Television Festival  | Outstanding Actor in a Drama Series           | The Princess' Man              | Nominated |
| 2013 | 50th Grand Bell Awards           | Diễn viên mới xuất sắc                        | Confession of Murder           | Nominated |
| 2015 | Luxury Brand Model Awards        | Ngôi sao Hallyu châu Á                        | N/A                            | Won       |